# San Andrés (Santander)
San Andrés, es un municipio del departamento de Santander, Colombia, forma parte de la provincia de García Rovira.

## Historia
Su origen se encuentra por el año 1756, cuando los moradores del valle se ocupaban de abrir un camino que conducía a diferentes veredas, hallaron algo que semejaba a una imagen en una piedra morada.
Según otras creencias, su nombre se debe a sus fundadores, los dominicos Fray de las Casas Novas, Juan Fernando Caballero de los Olivos en nombre del apóstol San Andrés.
NOTA ACLARATORIA: Sin embargo la Historia sigue llamando al Párroco Las Casas, con el inmerecido título de fundador de San Andrés; A través de una investigación exhaustiva de expedientes de la época, se ha encontrado claramente que el único deseo del Doctrinario de Guaca era el tener una capilla para decir misa a los Sanandreseños y nada más. el Párroco Las Casas, fue siempre el directo y duro opositor de la fundación de la Parroquia.
- Los verdaderos Fundadores Son los Caballero, los Luna, los Serrano, los Melo, Los Hernández y todos aquellos varones que en medio de tantas dificultades no desfallecieron hasta no ver coronados sus esfuerzos con el triunfo.

Está ubicada en una meseta irrigada por la quebrada "los Naranjos" limitada por el río"Listara" al Norte y al Occidente por el río Guaca, Cámara o Colorado"; y enmarcado por los farallones de Carabalí, La cordillera de antalá y el piré, el peñón del Saladito y Santo Domingo y la colina de la loma redonda y Barandas. 
El Municipio de San Andrés se encontraba habitado por tribus de indígenas sencillos, apacibles, bonachones, trabajadores, que gustan del canto y del licor en las fiestas; eran desconfiados y astutos. Los cronistas Fray Pedro Simón y Fray Pedro de aguado los denominaron Chitareros.

## Demografía
Urbano: 2621
Rural: 5919
Total: 8540
según proyección DANE

## Geografía
- Altitud: 1675 m s. n. m.
- Latitud: 6º48'35"N.
- Longitud: 72º51'01"O.
- Extensión: 278 km²
- Distancia de referencia: 104 kilómetros a la capital del departamento Bucaramanga

### Descripción geografía
San Andrés está situado al oriente del Departamento de Santander y a su vez de Colombia, ubicado a los 6º 45’ 5 latitud Norte y 72° 51’ de longitud Oeste. La cabecera municipal está ubicada a 1.610 msnm y la extensión territorial del municipio comprende alturas que van desde los 850 msnm en su parte más baja, hasta los 4.200 msnm. con una temperatura promedio de 16 °C; su relieve es fuertemente quebrado y escarpado, pertenece a la cuenca hidrográfica del río Chicamocha y está situado al Oriente del Río Guaca sobre la vía que de Bucaramanga (capital del Departamento), conduce a Málaga (capital de la provincia de García Rovira). Ubicado a una distancia de 104 kilómetros aproximadamente de la capital del departamento Bucaramanga y a 50 kilómetros del municipio de Málaga, capital de la provincia de García Rovira.

### Límites del municipio
Por el Norte con el Municipio del Cerrito , desde portachuelo de perico, punto limítrofe con los municipios de Guaca y Chitagá, al portachuelo cercano a la laguna de sisota. de este punto a la cordillera de Cruz de piedra, y de allí siguiendo la misma cordillera hasta el punto de las ventanas.
Por el oriente con los municipios del Cerrito, Concepción, Málaga y Molagavita así: Desde el punto de las ventanas hasta la mesa de barsalí, con el Cerrito; de allí hasta el punto de la cortadera, donde nace la quebrada el término. Con la Concepción límite del término, siguiendo por todo, siguiendo por toda la cordillera hasta el morro del contento. con Málaga, siguiendo del contento, por la cordillera llamada el portillo, alto de ventanas, Quemado y agua negra hasta el Alto del Rayo y laguneta, ya de Molagavita. 
Por el Sur Limita con Molagavita y Cepitá partiendo desde el alto del rayo y lagunetas, siguiendo por la loma del trigo, hasta el alto del ojito y tope con Molagavita; luego se sigue aguas arriba del río Cámara o Guaca, hasta donde desemboca en este río la quebrada de la despensa; de esta quebrada aguas arriba a seguir una cuchilla y luego a pasar por el sitio de arbolito, en donde cruza el camino comunal que viene de Cepitá y de allí al punto de picacho, lindando con Cepitá.
Por el Occidente limita con Cepitá y Guaca, partiendo el picacho, a seguir por la cordillera de antala y pire, hasta el nacimiento de la quebrada de baqueto, lindando con Cepitá, luego se toma esta quebrada aguas abajo hasta su confluencia con el río Cámara, en donde el toma el nombre de quebrada seca; se sigue aguas arriba del cámara hasta el punto donde recibe las aguas del zanjón de agua hirviendo, siguiendo la dirección de este, hasta encontrar la cuchilla de piedra bajo, y luego por todo el filo de esta cuhilla a pasar por el punto de Santodomingo hasta encontrar la depresión de la cuhilla de limagá en la banda oriental del río sisota, y por aguas arriba de este río, hasta la laguna de su origen.

## División Político-Administrativa
Su Cabecera municipal, se encuentra dividido en 12 barrios: Bochalema, Centro, La Cruz, La Primavera, Los Pinos, Las Palmas, Los Rosales, San Luis, Sanandresito, Socorro, San Francisco y Cañaveral.
San Andrés tiene bajo su jurisdicción los siguientes Centros poblados:

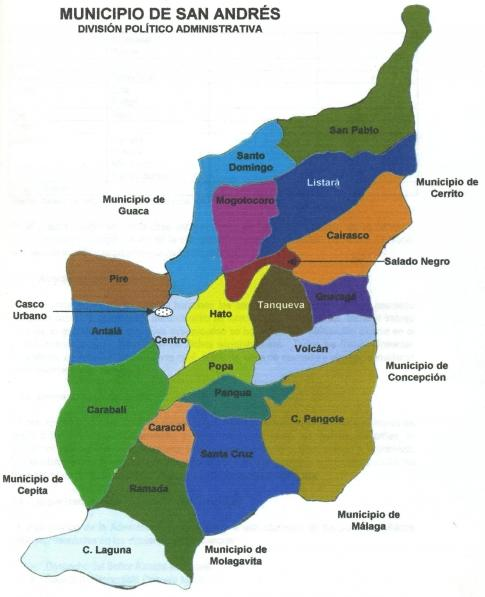
División política de San Andrés.

- Laguna de Ortices
- Pangote

### Veredas
El municipio de San Andrés lo compone las siguientes veredas:
Antala, Cairasco, Carabali, Centro, El Anca, El Caracol, El Centro, El Pire, El Volcán, Hato de Caballeros, La Ramada, Listara, Mogotocoro, Pangua, Queraga, Salado Negro, San Pablo, Santa Cruz, Santo Domingo, Tanqueva.

## Ecología
La ecología de este municipio es rica en sector hídrica porque cuenta con los siguientes ríos: Sisota, Listará, Guaca y Congreso y las quebradas Lizgaura, La Honda, Borrero y el Oso. Las lagunas son: Laguna de Ortices, Chincharra, Calzón, Pozo Verde, Arco, chiquita, laguna larga, pozo colorado, los tres pozos, También se encuentra variedad de maderas, plantas medicinales, el Tabaco y fique, entre los animales domésticos encontramos reses vacunas, caballos, mulas, ovejas, cabras, cerdos y numerosas aves de corral. Animales silvestres se encuentran El toche, la pava, carpintero, colibrí, armadillo, tinajo, zorro y muchas otras especies. y también una gran descripción regional pues es un municipio rico en agua

## Símbolos
- Bandera

La bandera es de forma rectangular y de tres franjas, dos triángulos, uno de color verde heráldico en el extremo superior izquierdo, y otro de color amarillo en el extremo inferior derecho. Entre los dos va un hexágono rectangular de color blanco, que lleva estampado en el centro el escudo de San Andrés. El color verde simboliza la esperanza, la lectura y la constancia de sus gentes. el vigor y robustez de la juventud sanandreseña, y el verde de sus campos.
"El color blanco significa la lealtad, franqueza y rectitud de las gentes; la pureza y fe de la mujer y la paz de que disfruta el municipio. El escudo colocado en el centro del hexágono blanco expresa la unión existente entre el conglomerado sanandreseño, su religiosidad y su cultura". 
- Escudo

El perímetro del escudo es de forma suiza. en la parte inferior emerge una fuente de agua y en la parte superior posa una garza con sus dos alas desplegadas. A lado derecho de la fuente está dibujado el frontis del templo parroquial, y al izquierdo, a la misma altura, un librom abierto. Adorna el escudo la bandera verde, blanca y amarilla que descuelga de la punta de las alas de la garza, y a la vez sostiene el escudo. La bandera va recogida hacia el vértice del escudo, donde se entrelaza una cinta de color blanco en la cual va escrito en letras negras mayúsculas el nombre del municipio: San Andrés.
El escudo "simboliza la esperanza, lealtad, constancia y vigor de la naturaleza y de las gentes", su religiosidad, estudio y sabiduría. La garza es emblema de conciliación y de paz. La fuente significa vida, pureza y convivencia

## Turismo
San Andrés es un municipio ubicado en la provincia de García Rovira en el Departamento de Santander aproximadamente 100 kilómetros de Bucaramanga, se caracteriza por poseer innumerables sitios ecoturísticos donde se puede disfrutar de variedad de actividades gracias a que se cuenta con diversidad de climas.

### Laguna de las Ortices

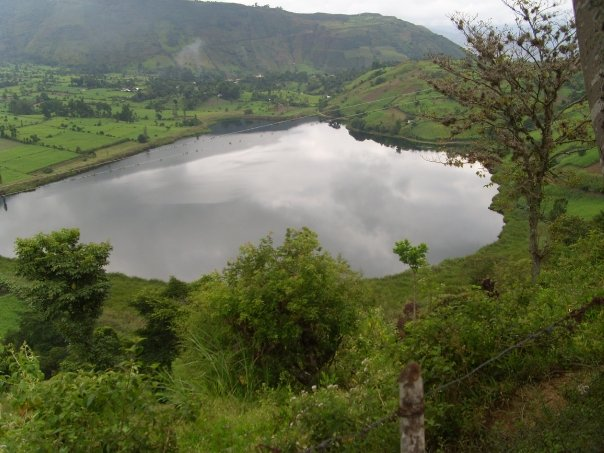
Laguna de las Ortices.

San Andrés comparte un bello escenario lleno de mitos como el de Doña Juana de Ortiz, y donde la dulzura de sus cañaduzales hace que se respire el olor a la panela, que se transforma a través de sus moliendas y que hacen de este escenario un verdadero ritual al trabajo colectivo.
Recorrer la Laguna de Ortices hace parte de las actividades que se pueden realizar en este hermoso espacio turístico santandereano; podemos ver allí un paisaje lleno de contrastes, por un lado la laguna con su imponente forma y color, por otro los senderos que dejan ver las fincas paneleras y el imponente Cañón del Chicamocha en todo su esplendor.
Visitar la Laguna de Ortices es sinónimo de paz, de turismo de contemplación, de buenas fotografías, de compartir con gente amable y hospitalaria, de tradiciones.
Éste ecosistema acuático está ubicado en el centro poblado Laguna de Ortìces es llamado así porque según la historia la familia Ortiz al llegar a la región descubrió esa laguna y decidió establecerse allí. Como nos cuentan los Archivos Nacionales, había pertenecido a fines del siglo XVIII, al rico fundador de San Andrés: Don Juan Fernando Caballero de los Olivos; Por cierto que habían tenido serios litigios en 1771 con Don Bartolomé Ortiz Caballero por la posesión de estas tierras, Don Bartolomé Ortiz era descendiente de los ilustres terratenientes que le dieron a la Laguna su apellido, pero también era emparentado con el Señor Juan Fernando Caballero de los Olivos que reclamaba derechos hereditarios.
Se encuentra en la parte baja del municipio a los 1200 m s.n.m. y le da su mismo nombre al centro poblado allí encontrado (laguna de ortices). Su área de influencia es de 1315.57 has, y es un patrimonio paisajístico del municipio rodeado de mitos y leyendas dando un aire cultural y de los cuales se habla más adelante en la dimensión cultural del esquema. En su área predomina el cultivo de caña de azúcar (Saccharum officinarum), siendo la principal actividad económica del centro poblado. Según sus Pobladores a sus aguas no se les da ninguna utilidad como riego o consumo debido a la composición y calidad de la misma. En cuanto al estado de protección puede decirse que no cuenta con un área amortiguadora que permita mitigar los impactos que a esta sean causados. Sus alrededores se encuentran demarcados en el cultivo de la caña panelera y menor proporción el maíz, entre otros. La vegetación natural predominante en este ecosistema son las especies Prosopis Juliflora, Crescentia cujete, Opuntias sp, Erytrina glauca, Gliricidia Cepium, Pithecellobium dulce, Guasuma ulmifolia y Bauhinia purpurea como las más sobresalientes.

### Cerro la Esmeralda

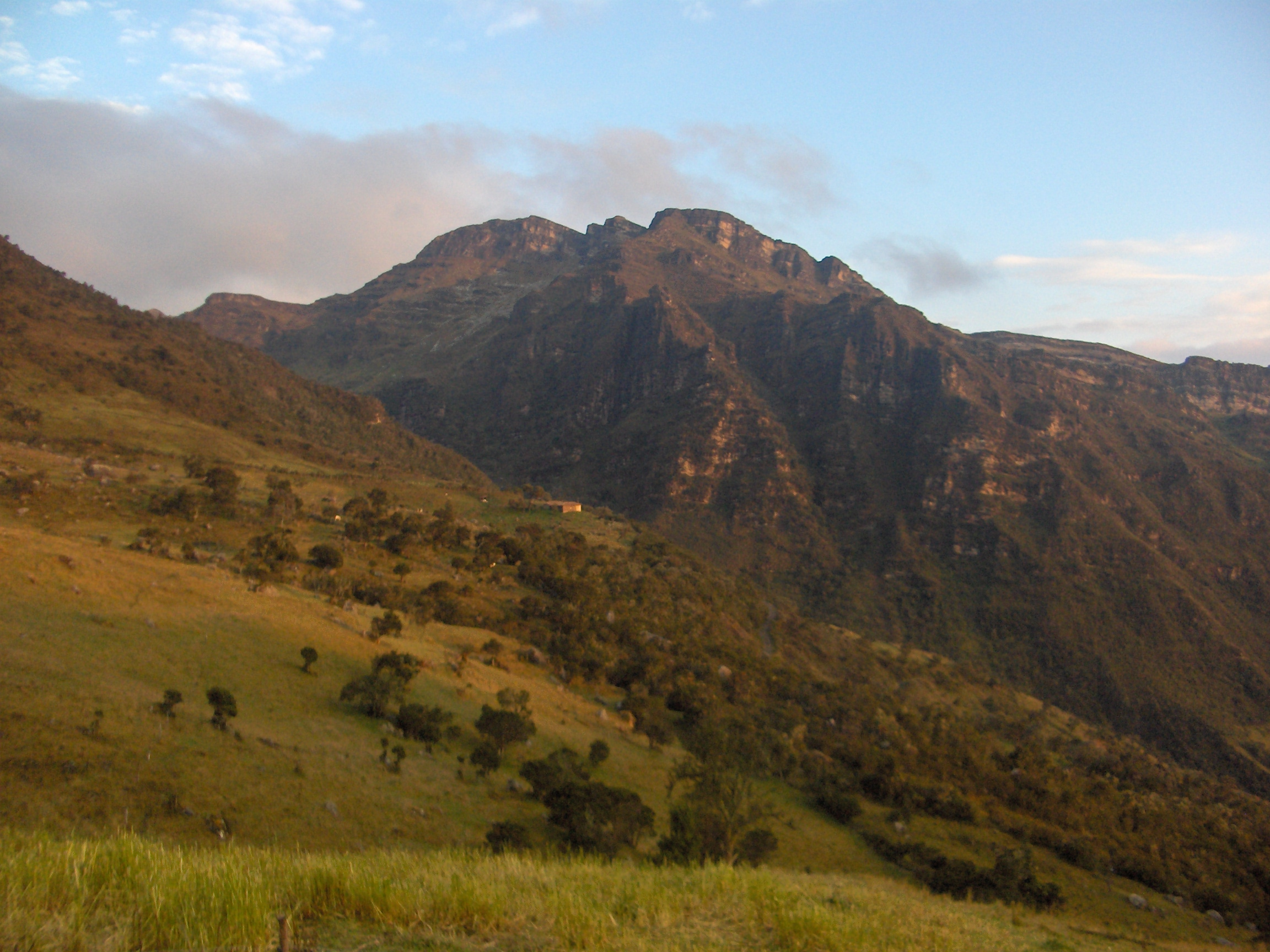
Alto la Esmeralda.

Se encuentra ubicado en la vereda Cairasco, en límites con el Cerrito, es uno de los picos más altos del municipio y del departamento con una altura aproximada de 4021 metros, de donde se puede observar varios municipios de la provincia de García Rovira.
Haciendo parte del páramo de san Turban, el cual será declarado parque nacional, por ser riquezas naturales y de gran biodiversidad, reservas hidrográficas que hacen de estos altos cerros fuente de agua pura, nacimiento de ríos y quebradas.

### Cerro la Antón García
- Reserva Laguna de Ortices